# Milena Grm
Milena Grm, slovenska gledališka, televizijska in filmska igralka, * 22. april 1942, Bohinjska Bistrica, † 9. april 2011, Jesenice.
Bila je članica prvega ansambla Slovenskega mladinskega gledališča, kjer je igrala do upokojitve. Sodelovala je tudi v eksperimentalnih gledališčih, predstavah Dragana Živadinova in Gledališču za otroke in mlade. Leta 1981 je prejela Borštnikovo nagrado za igro. Nastopila je tudi v TV seriji Naša krajevna skupnost in celovečernih filmih Begunec, Ljubezen nam je vsem v pogubo in Halgato.

## Filmografija
- Halgato (1994, celovečerni igrani film)
- Ljubezen nam je vsem v pogubo (1987, celovečerni igrani film)
- Naša krajevna skupnost (1980, TV nadaljevanka)
- Begunec (1973, celovečerni igrani film)